# Біфіс
Біфіс (Бейтис, Бітюс, Бітяс) (*Biθύας, д/н — бл. 120 до н. е.) — володар Одриського царства у 167—120 роках до н. е.

## Життєпис
Син царя Котіса IV. Під час Третьої Македонської війни очолював фракійські війська, що діяли в союзі з македонською армією царя Персея. Брав участь у битві при Каллініку, де римлянам було завдано поразки. Звитяжно бився 168 року до н. е. при Підні, де македонське військо зазнало повної поразки, а сам Біфіс потрапив у полон. За рахунок дипломатичних дій батькові біфіса вдалося звільнити того з полону.
У 167 році до н. е. після смерті Котіса IV стає новим царем. Зберіг статус «друга і союзника римського народу». Втім, можливо, надавав допомогу в 149—145 роках до н. е. Андріску, що повстав в Македонії. Поразка останнього змусила Біфіса остаточно зайняти проримську позицію, яку він зберігав до самої смерті у 120 році до н. е. Водночас Біфіс скористався захопленням Римом Македонії задля усунення парадинаста (співцаря) Тереса VI, сина царя Амадока III, який надавав підтримку Андріску. Біфісу спадкував син Котіс V.